# エドマンド・ガーニー

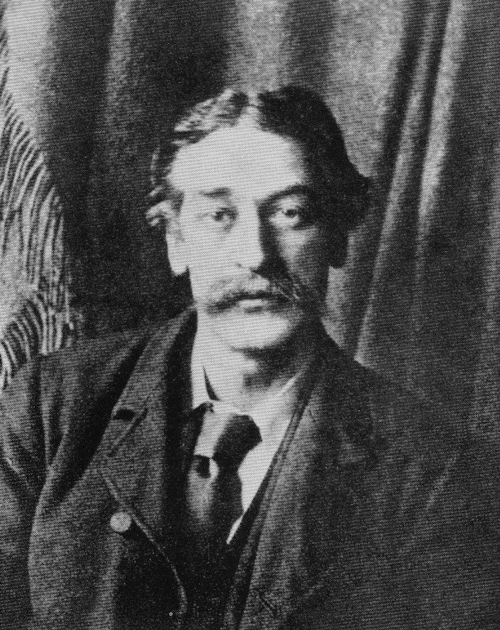
エドマンド・ガーニー

エドマンド・ガーニー（Edmund Gurney、1847年3月23日 - 1888年6月23日）はイギリスの心理学者、著述家。

## 概要
初期SPRを支えた研究者のひとり。古典、音楽、医学、法律など様々な領域を学ぶ。1883年からは心霊研究に没頭し、特に催眠やテレパシーを研究。思考伝達はガーニーによって最初に報告された。「彼は、あらゆる十分な技能をもって催眠の心理学的側面を研究した、最初の英国人である」（マイヤース）
鋭い知性とユーモアと暖かい人柄で友人が多く、ウィリアム・ジェームズ、サミュエル・バトラー、ジョージ・エリオットなどと親交があった。聖職者の家庭に生まれ、少年時代に両親と死別、さらに姉妹の3人がボートの事故で死去。ガーニー自身も躁鬱病と顔面の慢性神経痛を抱えていた。ヴィクトリア朝の楽観的な雰囲気の中、ガーニーの著述には醒めた悲観的なものが多く、異彩を放っている。

## 年譜
- 1874-78年、多数の交霊会に出席、多くの詐欺行為も観察。
- 1882年、SPRの名誉幹事となり多くの報告を寄稿、会報の編集も担当。
- 1886年、マイヤース、ポドモアと共著の「Phantasms of the living　生者の幻影」発表。
- 1887年、「Tertium Quid　第三のなにか」発表。タイトルは、宗教的に人格神信仰か無神論のどちらかではなく、第三の選択肢があるというもの。
- 1888年1月死去。いつも顔面の神経痛の緩和にクロロホルムを使っていたための事故死だったが、後に自殺説も取り沙汰されたという。